# حسن مطلگ

حسن مطلگ (۱۹۶۱-۱۹۹۰) نویسنده، شاعر و نقاش عراقی است که در نوجوانی توسط رژیم صدام حسین اعدام شد؛ و یکی از صداهای ادبی مدرن مهم است که در عراق در دهه هشتاد قرن بیستم پدید آمده است. آیا برادر نویسنده عراقی محسن رملی.

## آثار
- دابادا (رمان)
- قدرت خنده در أورا (رمان)
- عشق در حال اجرا است بر روی دیوار (داستان)
- آلفا حسن بتو (داستان)
- کتاب عشق ... سایه‌های آنها را بر روی زمین (حافظه عشق)
- چشم به سمت داخل (مجله)
- نوشتن ایستاده (تست)
- ماسک ... شما، سرزمین مادری و من (شعر)